# Sakiko Ikeda
Sakiko Ikeda (池田 咲紀子?, Ikeda Sakiko; Saitama, 8 settembre 1992) è una calciatrice giapponese, portiere dell'Urawa Reds e della nazionale giapponese.

## Statistiche

### Cronologia presenze e reti in nazionale
| Cronologia completa delle presenze e delle reti in nazionale ― Giappone | Cronologia completa delle presenze e delle reti in nazionale ― Giappone | Cronologia completa delle presenze e delle reti in nazionale ― Giappone | Cronologia completa delle presenze e delle reti in nazionale ― Giappone | Cronologia completa delle presenze e delle reti in nazionale ― Giappone | Cronologia completa delle presenze e delle reti in nazionale ― Giappone | Cronologia completa delle presenze e delle reti in nazionale ― Giappone | Cronologia completa delle presenze e delle reti in nazionale ― Giappone |
| Data                                                                    | Città                                                                   | In casa                                                                 | Risultato                                                               | Ospiti                                                                  | Competizione                                                            | Reti                                                                    | Note                                                                    |
| ----------------------------------------------------------------------- | ----------------------------------------------------------------------- | ----------------------------------------------------------------------- | ----------------------------------------------------------------------- | ----------------------------------------------------------------------- | ----------------------------------------------------------------------- | ----------------------------------------------------------------------- | ----------------------------------------------------------------------- |
| 6-3-2017                                                                | Algarve                                                                 | Giappone                                                                | 2 – 0                                                                   | Norvegia                                                                | Algarve Cup 2017                                                        | -                                                                       |                                                                         |
| 9-4-2017                                                                | Kumamoto                                                                | Giappone                                                                | 3 – 0                                                                   | Costa Rica                                                              | Amichevole                                                              | -                                                                       |                                                                         |
| 30-7-2017                                                               | San Diego                                                               | Giappone                                                                | 2 – 4                                                                   | Australia                                                               | Tournament of Nations 2017                                              | -                                                                       |                                                                         |
| 22-10-2017                                                              | Nagano                                                                  | Giappone                                                                | 2 – 0                                                                   | Svizzera                                                                | Amichevole                                                              | -                                                                       |                                                                         |
| 24-11-2017                                                              | Amman                                                                   | Giordania                                                               | 0 – 2                                                                   | Giappone                                                                | Amichevole                                                              | -                                                                       |                                                                         |
| 8-12-2017                                                               | Chiba                                                                   | Giappone                                                                | 3 – 2                                                                   | Corea del Sud                                                           | Coppa dell'Asia orientale                                               | -                                                                       |                                                                         |
| 11-12-2017                                                              | Chiba                                                                   | Giappone                                                                | 1 – 0                                                                   | Cina                                                                    | Coppa dell'Asia orientale                                               | -                                                                       |                                                                         |
| 15-12-2017                                                              | Chiba                                                                   | Giappone                                                                | 0 – 2                                                                   | Corea del Nord                                                          | Coppa dell'Asia orientale                                               | -                                                                       |                                                                         |
| 28-2-2018                                                               | Algarve                                                                 | Giappone                                                                | 2 – 6                                                                   | Paesi Bassi                                                             | Algarve Cup 2018                                                        | -                                                                       |                                                                         |
| 5-3-2018                                                                | Algarve                                                                 | Giappone                                                                | 2 – 0                                                                   | Danimarca                                                               | Algarve Cup 2018                                                        | -                                                                       |                                                                         |
| 1-4-2018                                                                | Nagasaki                                                                | Giappone                                                                | 7 – 1                                                                   | Ghana                                                                   | Amichevole                                                              | -                                                                       |                                                                         |
| 17-4-2018                                                               | Amman                                                                   | Giappone                                                                | 3 – 1                                                                   | Cina                                                                    | Coppa d'Asia 2018                                                       | -                                                                       |                                                                         |
| 29-7-2018                                                               | East Hartford                                                           | Giappone                                                                | 1 – 2                                                                   | Brasile                                                                 | Tournament of Nations 2018                                              | -                                                                       |                                                                         |
| 16-8-2018                                                               | Palembang                                                               | Giappone                                                                | 2 – 0                                                                   | Thailandia                                                              | Giochi asiatici                                                         | -                                                                       |                                                                         |
| Totale                                                                  |                                                                         | Presenze                                                                | 14                                                                      |                                                                         | Reti                                                                    | 0                                                                       |                                                                         |

## Palmarès

### Club
- Campionato giapponese: 2

Urawa Reds: 2014, 2020
- WE League Cup: 1

Urawa Reds: 2022-2023

### Nazionale
- Coppa d'Asia: 1

2018
- Giochi asiatici: 1

Oro a Giacarta 2018